# Agresszió (nemzetközi jog)
Az agresszió a nemzetközi jogban fegyveres erő alkalmazása egy állam által egy más állam szuverenitása, területi integritása vagy politikai függetlensége ellen, illetve az Egyesült Nemzetek Alapokmányával össze nem férő bármely más módon.  Az ENSZ alapokmányának 2. cikkének 4. §-a általános érvénnyel kógens módon tiltja.

## Fogalma
A meghatározást az ENSZ-közgyűlés 1974. évi 3314. számú határozata tartalmazza. A határozat mellékletében egy nem kimerítő listát is ad azokról a cselekményekről melyek prima facie agressziónak minősülnek, tekintet nélkül arra hogy történt-e hadüzenet.
- Ha egy állam fegyveres erői támadást, vagy inváziót hajtanak végre egy más állam területe ellen, vagy bármilyen katonai megszállás, akár ideiglenes is, mely ilyen támadás, vagy invázió következménye, vagy más állam területének erő alkalmazásával kivitelezett annexiója.

- Ha egy állam fegyveres erői bombázzák egy más állam területét, vagy bármely egyéb fegyvert használnak területe ellen.

- Ha egy állam kikötőit vagy partvidékét más állam fegyveres erői blokád alá veszik.

- Ha egy állam fegyveres erői megtámadják más állam szárazföldi, tengeri vagy légierőit, tengeri és légiflottáját.

- Ha egy állam fegyveres erőit, melyek más állam területén az adott állammal kötött megállapodás alapján, az egyezményben foglaltak megsértésével használja fel, vagy ha az egyezmény lejárta után tovább tartózkodnak a fogadó állam területén.

- Ha egy állam megengedi, hogy területét, melyet egy másik állam rendelkezésére bocsátott, a harmadik állammal szemben agresszió elkövetésére használja.

- Ha egy állam fegyveres bandákat, csoportokat, önkénteseket vagy zsoldosokat küld, vagy nevében küldenek egy másik állam ellen fegyveres cselekmények végrehajtására, melyek olyan súlyosak, hogy kimerítik a fentebb felsoroltakat, illetve ha komoly része van ebben.

A határozat 4. cikke szerint az ENSZ BT bármely itt fel nem sorolt cselekményt is agressziónak minősíthet.